# あさな ゆうな
「あさな ゆうな」は、2009年8月 - 9月に、NHKの音楽番組『みんなのうた』で放送された楽曲。作詞：川村真澄、作曲：Gajin、歌：城南海。

## 概要
城にとって初めての「みんなのうた」であり、後に「デビュー後は子どもたちと触れ合う機会が減った。子ども向けの歌を通してつながることができ感慨深かった」と語っている。